# علوم سياسية
العلوم السياسية هي إحدى فروع العلوم الاجتماعية التي تدرس نظرية السياسة وتطبيقاتها ووصف وتحليل النظم السياسية وسلوكها السياسي وأثرها على المجتمع. هذه الدراسات تكون غالبا ذات طابع أكاديمي التوجه، نظري وبحثي.
الحقول العلمية الفرعية التي تتناولها العلوم السياسية تتضمن: علم السياسة المقارِن، والاقتصاد السياسي، والنظرية السياسية أو الفلسفة السياسية، والمنهجية السياسية، والسياسة العامة، والإدارة العامة، والعلاقات الدولية. كما تهتم العلوم السياسية بمواضيع المدنيات، والأنظمة القومية، وتحليل السياسات ما بين الأمم، والتطور السياسي، والقانون الدولي، وعلم السياسة، وتاريخ الفكر السياسي، والحريات العامة وحقوق الإنسان. فضلا عن كونها مرتبطة بالاقتصاد، والقانون، وعلم الاجتماع، والتاريخ، والفلسفة، والجغرافيا، وعلم النفس، وعلم الإنسان، وعلم الأعصاب، وعلوم الأحياء.

## تاريخ

### الأصول
علم السياسة هو علم اجتماعي يتعامل مع أنظمة الحكم والسلطة، وتحليل الأنشطة السياسية، والمؤسسات السياسية، والفكر والسلوك السياسي، والدساتير والقوانين المرتبطة بها.
باعتباره علمًا اجتماعيًا، أخذ علم السياسة المعاصر بالتشكل في النصف الأخير من القرن التاسع عشر والانفصال عن الفلسفة السياسية والتاريخ. حتى أواخر القرن التاسع عشر، لم يكن من الشائع اعتبار علم السياسة مجالًا مستقلًا عن التاريخ. لم يكن مصطلح «علم السياسة» مميزًا دائمًا عن الفلسفة السياسية، ولدى العلم مجموعة واضحة من السوابق تشمل الفلسفة الأخلاقية، والاقتصاد السياسي، واللاهوت السياسي، والتاريخ، وغيرها من المجالات التي تهتم بالتحديدات المعيارية لما ينبغي أن يكون، واستنباط خصائص ووظائف الدولة المثالية.
بوجه عام، تُعرف الفلسفة السياسية الكلاسيكية بالاهتمام بالفكر الهيليني وفكر عصر التنوير، كما يُعرف علماء السياسة أيضًا باهتمامهم الكبير «بالحداثة» والدولة القومية المعاصرة، إلى جانب دراسة الفكر الكلاسيكي، وبالتالي يتشاركون في المزيد من المصطلحات مع علماء الاجتماع (مثل البنية والفاعلية).
تميز ظهور علم السياسة بوصفه حقلًا أكاديميًا في الجامعات بإنشاء أقسام وكراسي جامعية تحمل اسم علم السياسة في أواخر القرن التاسع عشر. يُستخدم تعبير «عالم سياسة» للإشارة إلى شخص يحمل درجة دكتوراه أو ماجستير في هذا المجال. ما زال دمج الدراسات السياسية السابقة في حقل موحد جاريًا، وقد وفر تاريخ علم السياسة مجالًا غنيًا لنمو كل من علم السياسة المعياري والإيجابي، إذ يشترك كل جزء من أجزاء التخصص في بعض السوابق التاريخية.
تأسست الجمعية الأمريكية لعلم السياسة ومراجعة علم السياسة الأمريكية في عامي 1903 و1906 على التوالي، في محاولة لتمييز دراسة السياسة عن الاقتصاد والظواهر الاجتماعية الأخرى. ارتفع عدد أعضاء الجمعية من 204 في عام 1904 إلى 1,462 في عام 1915. لعب أعضاء الجمعية دورًا رئيسيًا في إنشاء أقسام علم السياسة التي كانت متميزة عن التاريخ والفلسفة والقانون وعلم الاجتماع والاقتصاد.
أنشئت مجلة العلوم السياسية الفصلية في عام 1886 من قبل أكاديمية العلوم السياسية. في العدد الأول لها، عرّف مونرو سميث علم السياسة بأنه «علم الدولة. مأخوذ بهذا المعنى، يشمل تنظيم ووظائف الدولة، وعلاقة الدول بعضها ببعض».
بوصفها جزءًا من مبادرة اليونسكو لتعزيز علم السياسة في أواخر الأربعينيات، تأسست الجمعية الدولية لعلم السياسة في عام 1949، بالإضافة إلى الجمعيات الوطنية في فرنسا في عام 1949، وبريطانيا في عام 1950، وألمانيا الغربية في عام 1951.

### الثورة السلوكية والمؤسسية الجديدة
في الخمسينيات والستينيات من القرن العشرين، اجتاحت الثورة السلوكية التي تؤكد على الدراسة المنهجية والعلمية الدقيقة لسلوك الأفراد والمجموعات الحقل الأكاديمي. تميز علم السياسة السلوكي المبكر بالتركيز على دراسة السلوك السياسي بدلًا من المؤسسات أو تفسير النصوص القانونية، وشمل هذا العمل أعمال روبرت دال وفيليب كونفيرس والتعاون بين عالم الاجتماع بول لازارسفيلد وعالم الرأي العام برنارد بيريلسون.
شهدت أواخر الستينيات وأوائل السبعينيات انطلاقًا في استخدام تقنيات النمذجة الشكلية الاستنتاجية ونظرية الألعاب بهدف إنتاج مجموعة معرفية أكثر تحليلًا في هذا المجال. شهدت هذه الفترة طفرة في الأبحاث التي استعار فيها الباحثون النظريات والأساليب من الاقتصاد لدراسة المؤسسات السياسية، مثل الكونغرس الأمريكي، وكذلك السلوك السياسي مثل التصويت. كان ويليام إتش. ريكر وزملاؤه وطلابه في جامعة روتشستر من المؤيدين الرئيسيين لهذا التحول.
رغم التقدم البحثي الكبير في هذا المجال استنادًا إلى جميع أنواع المنح الدراسية المذكورة أعلاه، لاحظ العلماء أن التقدم نحو نظرية منهجية كان متواضعًا وغير متسق.

### القرن الحادي والعشرين
في عام 2000، جاءت حركة البيريسترويكا في علم السياسة كرد فعل على ما أسماه مؤيدو الحركة بوضع علم السياسة في «قالب رياضي». جادل أولئك الذين عرفوا أنفسهم مع الحركة بضرورة تنوع المنهجيات والمقاربات في علم السياسة وزيادة أهمية هذا المجال لمن هم خارجه.
تذكر بعض نظريات علم النفس التطوري بأن البشر تطوروا ليكون لديهم مجموعة متطورة للغاية من الآليات النفسية للتعامل مع السياسة. مع ذلك، فإن هذه الآليات تطورت للتعامل مع السياسة في المجموعات الصغيرة التي ميزت البيئة السالفة وليس الهياكل السياسية الأكبر بكثير في عالم اليوم. يُقال إن هذا يفسر العديد من السمات الهامة والتحيزات المعرفية المنهجية في السياسة الحالية.

## نظرة عامة
علم السياسة هو دراسة اجتماعية تتعلق بتوزيع ونقل السلطة في صنع القرار، وأدوار وأنظمة الحكم بما في ذلك الحكومات والمنظمات الدولية، والسلوك السياسي، والسياسات العامة. يمكن لهذا العلم قياس نجاح الحكم والسياسات المحددة من خلال فحص العديد من العوامل، بما في ذلك الاستقرار، والعدالة، والثروة المادية، والسلام، والصحة العامة. يسعى بعض علماء السياسة إلى تطوير أطروحات إيجابية (تحاول وصف كيفية الأمور كما هي، بدلًا من كيف ينبغي أن تكون) من خلال تحليل السياسة؛ بينما يتقدم آخرون بأطروحات معيارية، مثل تقديم توصيات سياسية محددة. قد ترتبط دراسة السياسة والسياسات، مثلًا، في التحليلات المقارنة لأنواع المؤسسات السياسية التي تميل إلى إنتاج أنواع معينة من السياسات. يوفر علم السياسة تحليلًا وتنبؤات حول القضايا السياسية والحكومية. يفحص علماء السياسة العمليات والأنظمة والديناميات السياسية للبلدان والمناطق في العالم، غالبًا لزيادة الوعي العام أو للتأثير على حكومات معينة.

قد يوفر علماء السياسة الأطر التي يستند إليها الصحفيون وجماعات المصالح الخاصة والسياسيون والناخبون لتحليل القضايا. وفقًا لشاتورفيدي:
قد يعمل علماء السياسة مستشارين لسياسيين معينين، أو حتى يترشحون للمناصب كسياسيين بأنفسهم. يمكن لعلماء السياسة العمل في الحكومات، في الأحزاب السياسية، أو كموظفين مدنيين. قد يشاركون مع المنظمات غير الحكومية أو الحركات السياسية. في عديد من الأدوار، يمكن لمكن تلقوا تعليمًا وتدريبًا في علم السياسة إضافة قيمة وخبرة إلى الشركات. غالبًا ما توظف المؤسسات الخاصة مثل مراكز الفكر ومعاهد البحوث وشركات الاستطلاعات والعلاقات العامة علماء السياسة.

### دراسات خاصة بالدولة
قد يدرس علماء السياسة الظواهر السياسية داخل دولة معينة فقط. مثلًا، قد يدرسون فقط السياسة في الولايات المتحدة أو فقط السياسة في الصين.
ينظر علماء السياسة في مجموعة متنوعة من البيانات، بما في ذلك الدساتير والانتخابات والرأي العام والسياسة العامة والسياسة الخارجية والهيئات التشريعية والقضائية. غالبًا ما يركز علماء السياسة على سياسة بلدهم؛ مثلًا، قد يصبح عالم السياسة من إندونيسيا خبيرًا في السياسة الإندونيسية.

### التنبؤ بالأزمات
تشكل نظرية التحولات السياسية وأساليب تحليل وتوقع الأزمات جزءًا مهمًا من علم السياسة. اقترحت عدة مؤشرات عامة للأزمات وأساليب للتنبؤ بالتحولات الحرجة. من بين هذه المؤشرات، اقترح مؤشر إحصائي للأزمة، وهو الزيادة المتزامنة في التباين والارتباطات في المجموعات الكبيرة، للتنبؤ بالأزمات ويمكن استخدامه بنجاح في مجالات متنوعة. أثبتت قابليته للتطبيق في التشخيص المبكر للأزمات السياسية من خلال تحليل فترة الضغط المطولة التي سبقت الأزمة الاقتصادية والسياسية الأوكرانية في عام 2014. كانت هناك زيادة متزامنة في الارتباط الكلي بين المخاوف العامة الـ19 الرئيسية في المجتمع الأوكراني (بنحو 64٪) وفي تشتتها الإحصائي (بنسبة 29٪) خلال السنوات التي سبقت الأزمة. تشترك بعض الثورات الكبرى في سمة أنه لم يمكن التنبؤ بها مسبقًا. طوّرت أيضًا نظرية حتمية الأزمات والثورات الظاهرة.

## تطور علم السياسة
اعترفت الجامعات بعلم السياسة على أنه فرع من العلوم الاجتماعية والإنسانية في نهاية القرن التاسع عشر، وترسخ هذا الاعتراف بإنشاء كل من المدرسة الحرة للعلوم السياسية في باريس عام 1872 École Libre des Sciences Politiques، ومدرسة لندن لعلم الاقتصاد والعلوم السياسية London School of Economic & Political Science، وقد تأكدت أهمية هذا العلم باعتماده كمادة للتدريس في الجامعات الأوروبية بصفة عامة والجامعات الأميركية بصفة خاصة.
وقد أدى وجود عوامل عديدة للاهتمام بعلم السياسة، وقد اقترن ذلك الاهتمام بالمزيد من الاتجاه نحو الدراسة الاستقرائية لمختلف الظواهر السياسية كالأحزاب السياسية والرأي العام وجماعات الضغط والمصالح وغيرها خاصة في الولايات المتحدة حيث غلبت فيها النزعة المنهجية لدراسة الوقائع والجزئيات إلى درجة أحدثت تطوراً منهجياً جديداً جعل علماء السياسة فيها يتبنون نظريات جديدة.
لقد ظلت دراسة النظريات السياسية التقليدية غالبة في أوروبا إلى أن تأثر العلماء والمفكرين السياسيين في أوروبا والوطن العربي بالمناهج الاستقرائية والتحليلية الأمريكية مما أحدث تحول تدريجي لصالح هذا الاتجاه.
إضافة إلى ان النظرة الموجهة إلى علم السياسة ما قبل الحرب العالمية الثانية كانت على أنه فرع من العلوم الاجتماعية أو الإنسانية التي تهتم على وجه ما بالحياة السياسية وأنه لا يتمتع بميدان خاص للانفراد والاستقلال انطلاقاً من أن جميع العلوم الاجتماعية والإنسانية تتناول السياسة، أي أن النظرة لعلم السياسة أو العلوم السياسية كانت تؤكد العلاقة بين علم السياسة والعلوم الاجتماعية دون أن تعترف له بموضوع خاص ينفرد به دون سائر العلوم الاجتماعية.
إلا أنه عقب انتهاء الحرب العالمية الثانية وما نتج عنها من ظواهر سياسية لم تكن موجودة من قبل وانقسام العالم إلى كتلتين وقيام كيانات دولية جديدة؛ اكسبت أهمية لعلم السياسة وفتحت الباب للبحوث السياسية والدراسات المستقلة، وأعطت لعلم السياسة أبعاداً جديدة تبرزه عن العلوم الاجتماعية الأخرى.